# 苅田発電所
苅田発電所（かりたはつでんしょ）は、福岡県京都郡苅田町長浜町1-1に位置する九州電力の石炭火力発電所。

## 概要
町名は「かんだ～」と読むが、発電所が設立された1956年当時は最寄りの日豊本線苅田駅の読みが「かりた～」であったため、発電所名の読みは「かりた～」となっている。
1956年に（旧）1号機が運転を開始、（旧）3号機まで建設された後、（旧）新1号機、新2号機が増設され、計5基が稼動する総出力98.2万kWの九州最大の発電所であった。しかし、設備の老朽化や燃料情勢の変化により新2号機以外は1988年までに廃止された。
その後、2001年7月に石炭を燃料とする新1号機（1号機としては3代目）が運転を開始した。新1号機は世界最大級の加圧流動床複合発電(PFBC)プラントであり、従来の微粉炭火力発電プラントに比べ熱効率が約2ポイント高い。
新2号機は老朽化のため2009年度末から長期計画停止、2012年度廃止予定となっていたが、2011年3月11日に発生した福島第一原子力発電所事故により複数の原子力発電所の運転再開のめどがたたず電力供給力が低下したため、2012年6月中旬をめどに運転を再開することになり、6月8日に運転を再開した。
2016年度に入り、新2号機は再度長期計画停止されることとなった。なお、同機は2017年5月に廃止された。
新1号機は、2021年4月から無期限の計画停止に入ったが、夏季の供給予備力不足が予想されるため、2021年6月17日に計画停止が解除された。
2026年6月、廃止予定。

## 発電設備
- 総出力：36万kW[8]
- 敷地面積：約41万m2

新1号機
発電方式：加圧流動床複合発電(PFBC)方式
定格出力：36万kW*
　ガスタービン： 7.5万kW × 1軸
　蒸気タービン：29万kW × 1軸
使用燃料：石炭
熱効率：42.8%（高位発熱量基準）
営業運転開始：2001年7月3日
* ガスタービンと蒸気タービンを合計して最大36万kWとなるよう運転される。

## 廃止された発電設備
- 発電方式：汽力発電方式

（旧）1号機（廃止）
定格出力：7.5万kW
使用燃料：石炭
熱効率：36.1%（高位発熱量基準）
営業運転期間：1956年3月 - 1983年4月
（旧）2号機（廃止）
定格出力：15.6万kW
使用燃料：石炭
熱効率：39.1%（高位発熱量基準）
営業運転期間：1959年6月 - 1983年10月
（旧）3号機（廃止）
定格出力：15.6万kW
使用燃料：石炭
熱効率：39.1%（高位発熱量基準）
営業運転期間：1959年11月 - 1983年10月
（旧）新1号機（旧西日本共同火力1号機）（廃止）
定格出力：22万kW
使用燃料：石炭
営業運転期間：1963年11月 - 1988年2月
新2号機（廃止）
定格出力：37.5万kW
使用燃料：重油、原油
営業運転開始：1972年4月27日 - 2017年5月